# Hémimorphite
L’hémimorphite est une espèce minérale du groupe des silicates, sous-groupe des sorosilicates de formule chimique Zn4Si2O7(OH)2·(H2O). L’hémimorphite présente les phénomènes de luminescence, fluorescence, triboluminescence, mais aussi de pyroélectricité et piezoélectricité.

## Inventeur et étymologie

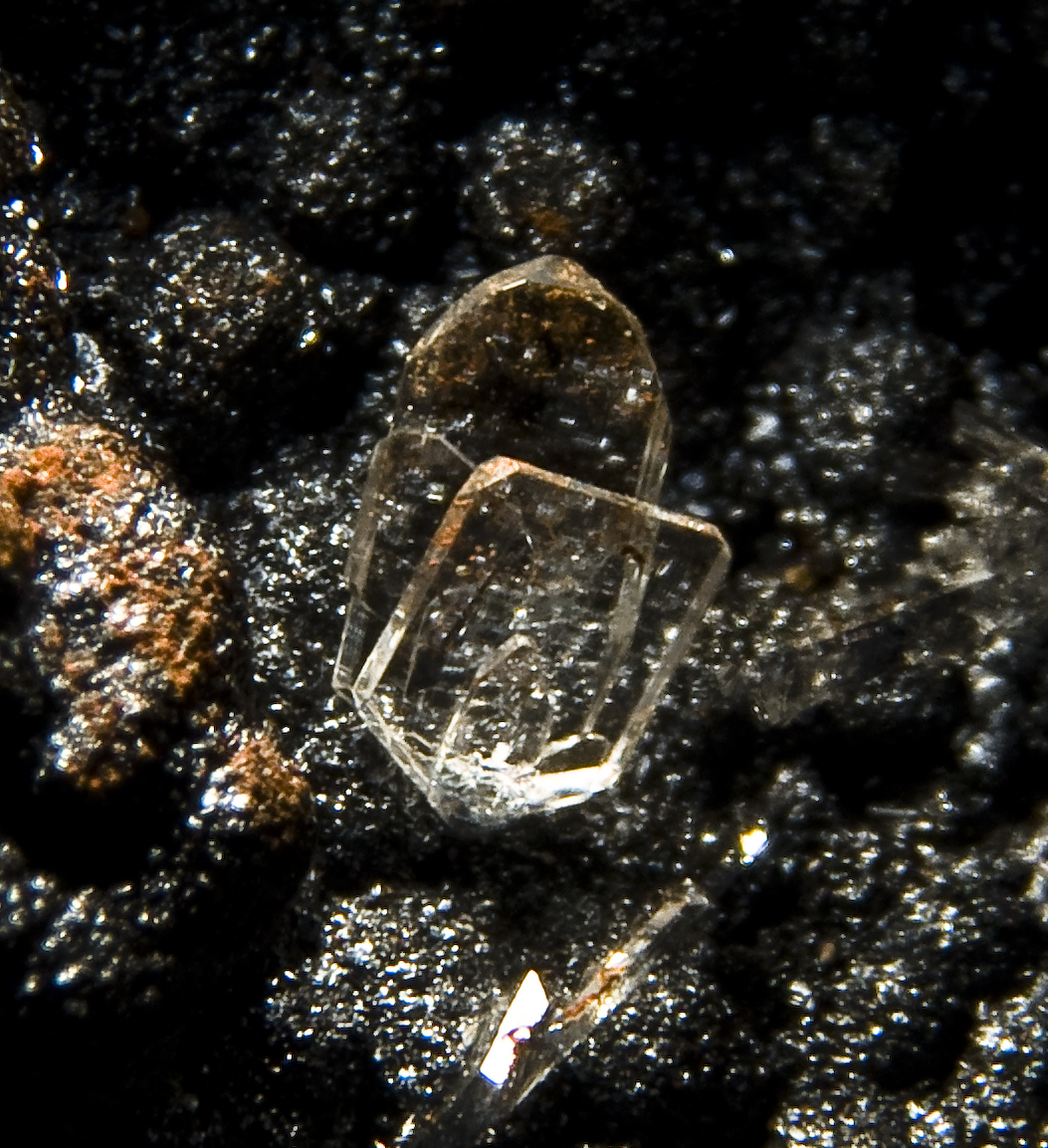
Hémimorphite montrant l'hémimorphie du cristal au premier plan - Ojuela Mexique (XX1mm)

Décrite par le minéralogiste Kenngott en 1853. Du grec " hemi " = moitié et " morphê " = forme, en raison de l'hémimorphie des cristaux biterminés.

## Topotype
Baïta Bihorului (Rezbanya), Comté de Bihor, Roumanie

## Cristallographie
- Paramètres de la maille conventionnelle : a = 8.37, b = 10.719, c = 5.12, Z = 2; V = 459.36
- Densité calculée = 3,48

- La structure est bâtie avec des groupements Si2O7 isolés reliés par les tétraèdres de zinc, Zn(O3OH) : dans la classification de Zoltai l’hémimorphite est alors un tectosilicate. Les molécules d'eau sont perdues de manière continue jusqu'à 500 °C. Les groupes OH restent. Ceux-ci peuvent être éliminés seulement à température plus élevée, avec destruction de la structure ; ce qui montre que les groupes hydroxyles font partie de la structure.

Les tétraèdres Si2O7 ont leurs bases parallèles à (001) et tous les sommets pointent dans la même direction. Cette orientation est à la base du caractère polaire de la structure.

## Gîtologie
L'hémimorphite est un minéral secondaire qui se trouve dans les zones oxydées des gisements de zinc

### Minéraux associés
Adamite, anglésite, aurichalcite, calcite, cérusite, galène, hydrozincite, rosasite, smithsonite, sphalérite

## Synonymie
- calamine
- oxyde de zinc silicifère (Smithson)[3]
- silicate de zinc (Jöns Jacob Berzelius)[4]
- smithsonite (Brooke et Miller)
- wagite (Radoszkovski  1862)[5]
- zinc oxydé silicifère (René Just Haüy)

## Gisements remarquables
Il existe de très nombreuses occurrences de ce minéral dans le monde.
- Belgique
  - Vieille Montagne, Moresnet, Kelmis (La Calamine en français), Plombières-Vieille Montagne, Verviers, Province de Liège[6]
- Canada
  - Poudrette, mont Saint-Hilaire, Rouville, Québec[7]
- Chine
  - Xian de Wenshan, Dulong, Préfecture Autonome de Wenshan, Province du Yunnan[8].
- France
  - Alsace
    - Filon du Kleinsilberthal, et la mine de Saint-Nicolas, Silberthal, Steinbach, Cernay, Haut-Rhin[9]

  - Languedoc-Roussillon
    - La Cayrolle, Escouloubre, Axat, Limoux, Aude[10]

  - Midi-Pyrénées
    - Germs-sur-l'Oussouet, Hautes-Pyrénées

  - Provence-Alpes-Côte d'Azur
    - Valaury, Le Plan-de-la-Tour, Var[11]
- Mexique
  - Mina Ojuela, Mapimí, Mun. de Mapimí, État de Durango[12]
- Tunisie
  - Hammam-Zriba Mine, Zriba-Village, Zaghouan[13]

## Galerie Monde

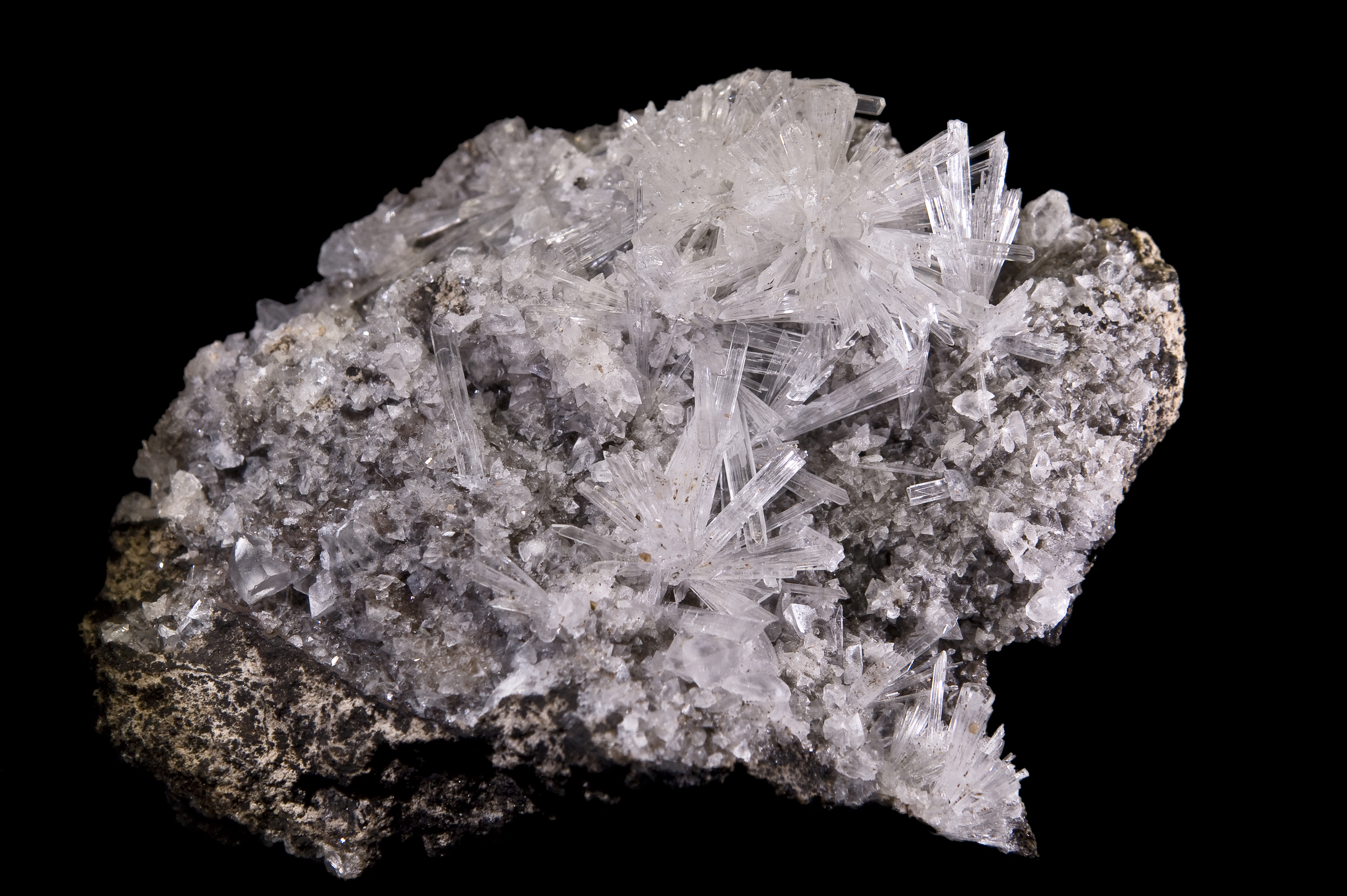
Hémimorphite et Calcite - Jabad Daylan Arabie Saoudite - (9 × 6,5 cm)
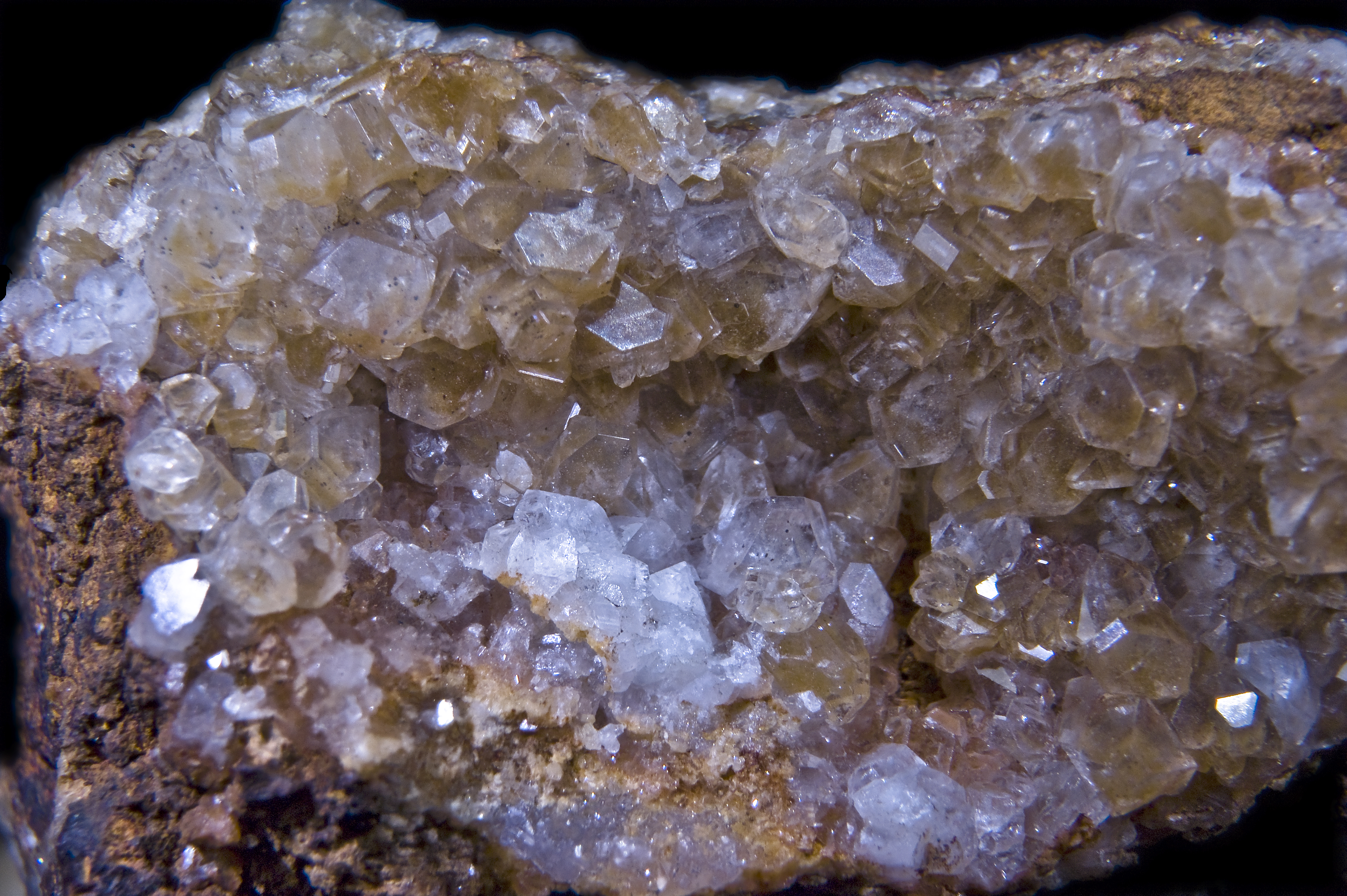
Hémimorphite Vieille Montagne Belgique (3,5 × 2,2 cm)
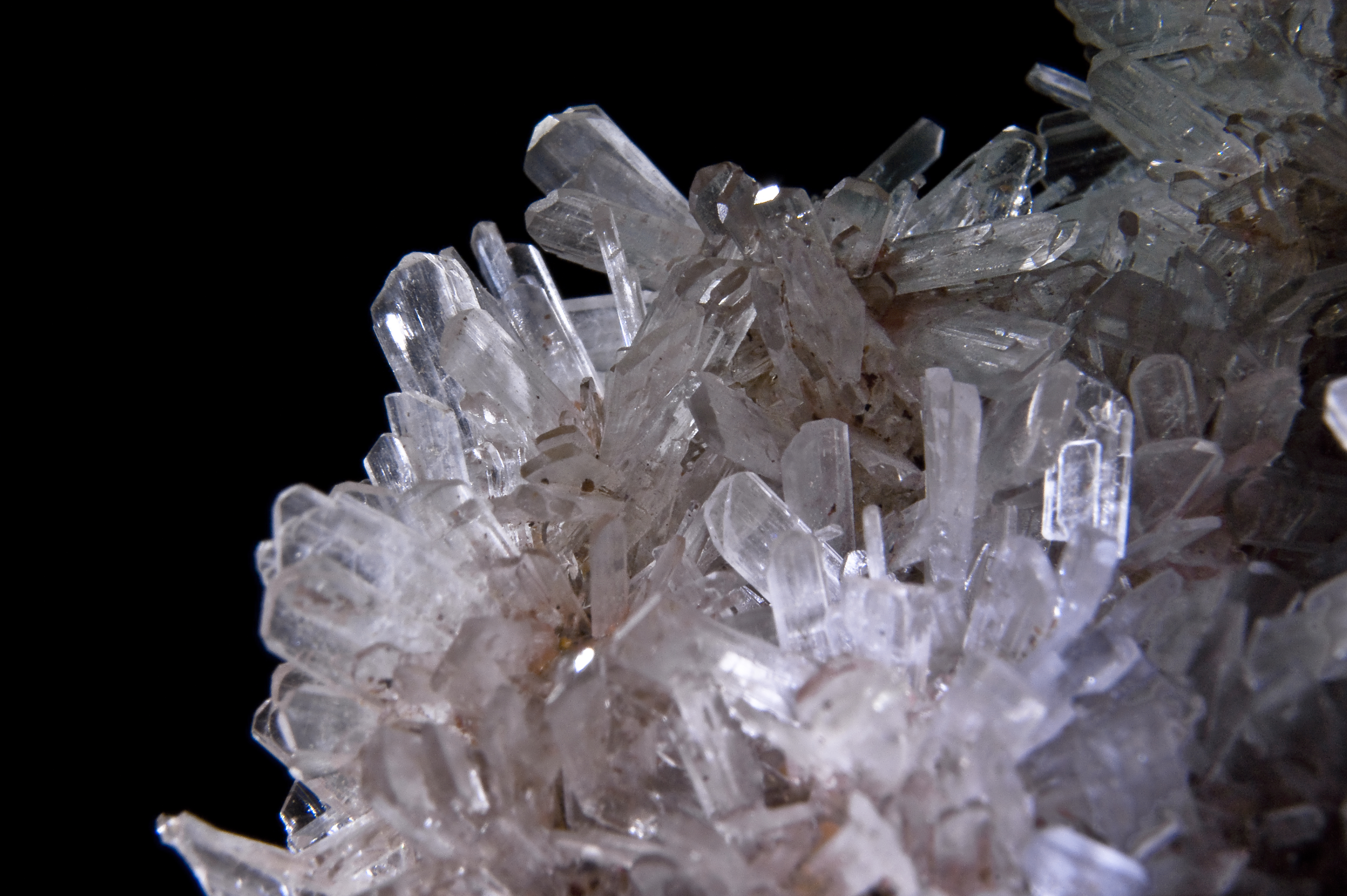
Hémimorphite Ojuela Mexique (XX7mm)

## Galerie France

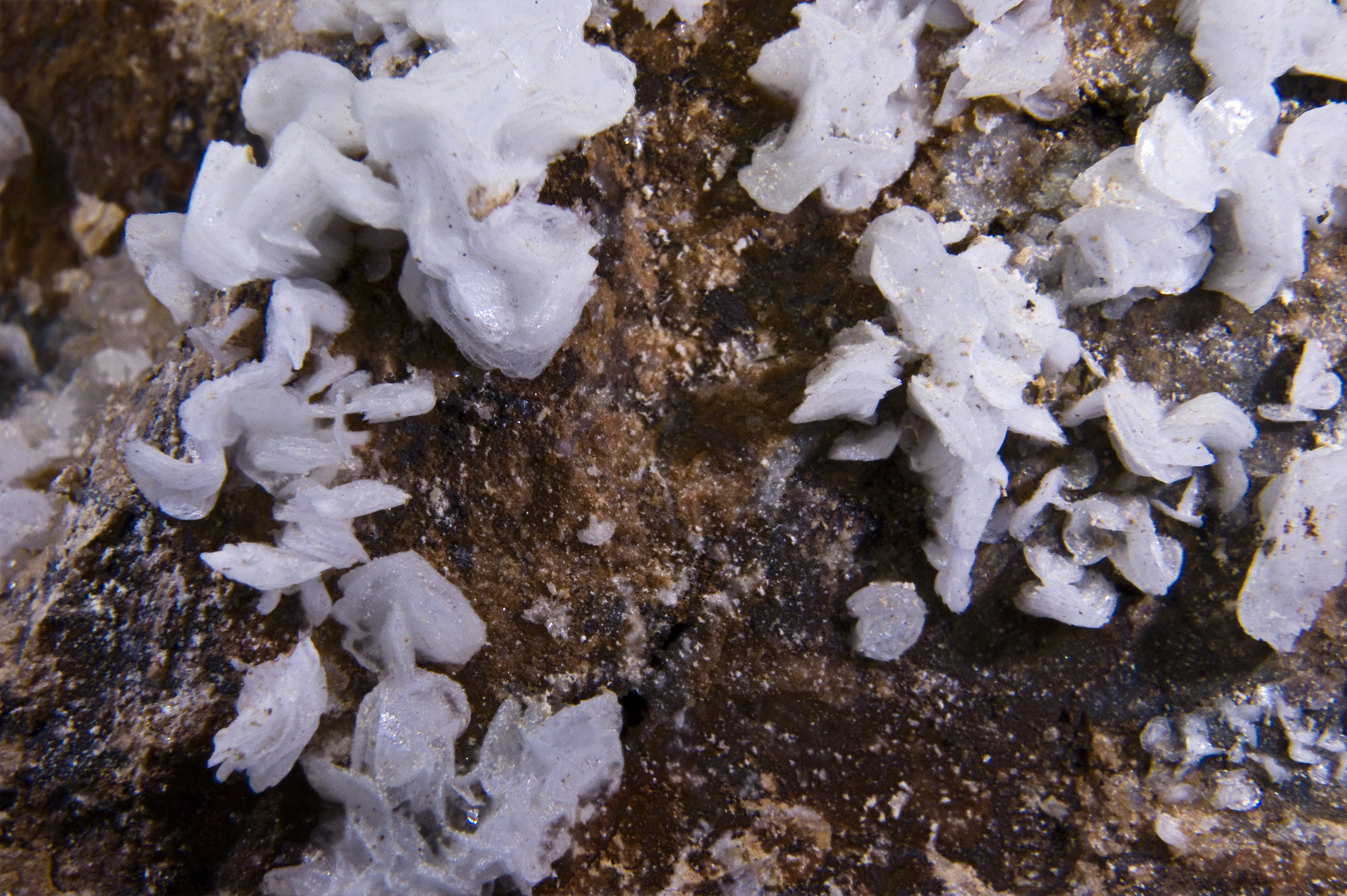
Hémimorphite - Escouloubre, Aude, France (Vue 3 cm)
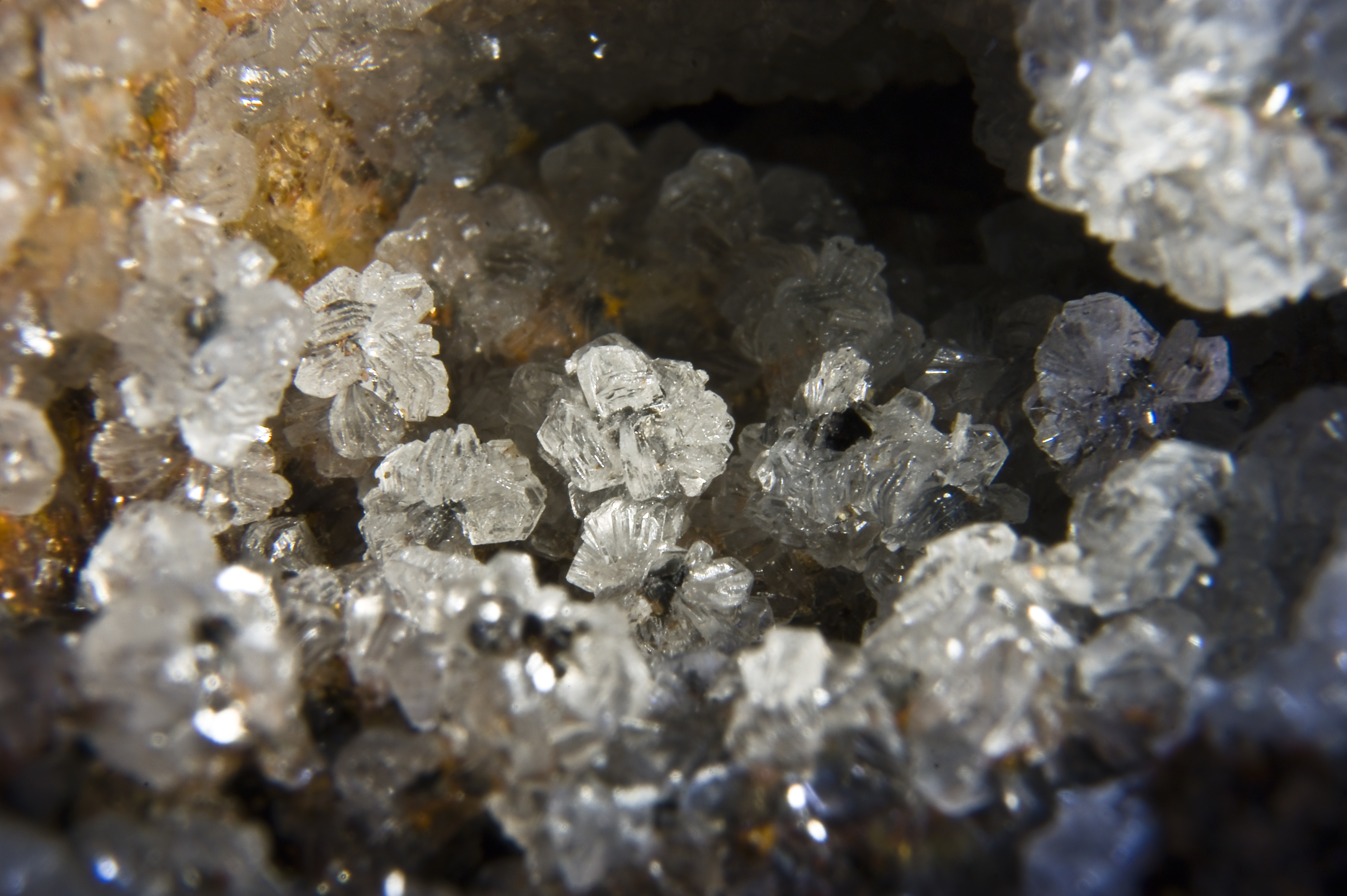
Hémimorphite - Germs-sur-l'Oussouet, Hautes-Pyrénées, France (Vue 1,5 cm)
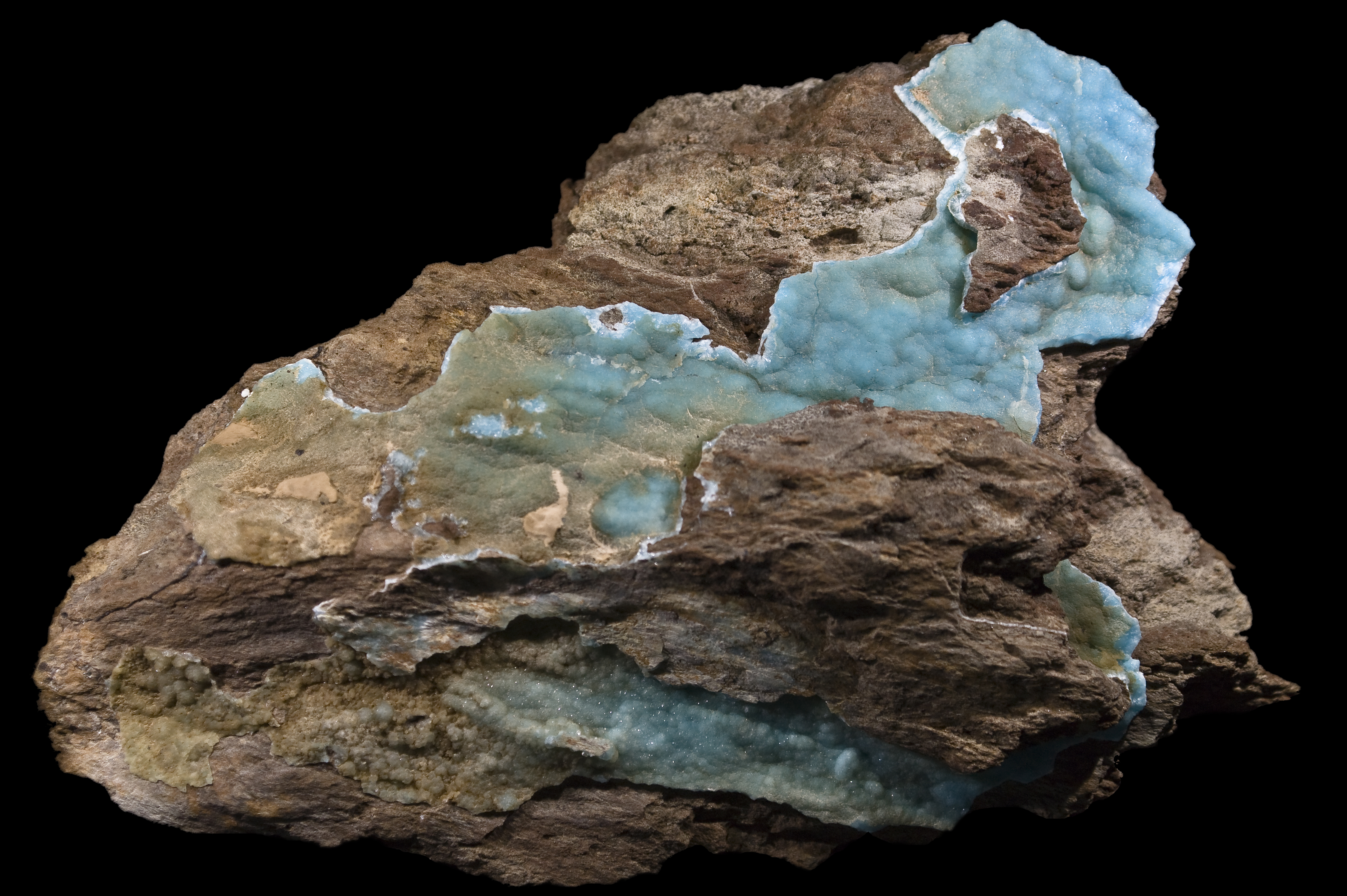
Hémimorphite - Sentein,  Ariège, Midi-Pyrénées, France (17 × 11 cm)

## Utilité
- L'hémimorphite constitue un minerai de zinc d'importance secondaire.
- Additif alimentaire

Le silicate de zinc est utilisé dans l'alimentation comme additif alimentaire et réglementé sous le numéro E557. C'est un anti-agglomérant.